# 达留什·亚当丘克
达留什·亚当丘克（波蘭語：Dariusz Adamczuk，1969年10月21日—），波兰男子足球运动员，司职中场。他曾代表波兰国奥队参加1992年夏季奥林匹克运动会足球比赛，获得一枚银牌。

## 職業生涯

### 球會
亚当丘克在什切青波貢展開足球生涯，之後效力法兰克福、邓迪、乌迪内斯和貝倫人。
1999/00賽季，他從邓迪轉會至蘇超大球會流浪者，並在首賽季上場16次，包括12月7日欧足联欧洲联赛對多特蒙德的比賽，但之後該賽季便沒有再替球隊上場。新賽季他在2000年10月和11月間共上場3次，這亦是他最後代表流浪者上場。2001年，亚当丘克被外借到威根竞技。2002年，據報導他患上了抑鬱症，並在該賽季退役。他在2006年他復出賽場，效力業餘球會新什切青波貢。

### 國家隊
亚当丘克是1992年巴塞隆拿奧運波蘭隊代表隊的成員，並贏得銀牌。他共代表波蘭上場11次，唯一一次進球是1993年世界盃資格賽在霍茹夫西利西亞體育場對英格蘭的比賽。